# Благовещение (триптих Симоне Мартини и Липпо Мемми)
Благовещение — триптих итальянских мастеров Симоне Мартини и Липпо Мемми, ныне хранящийся в галерее Уффици. Выполнен темперой и золотом на дереве для бокового придела Сиенского собора. Считается одной из самых значительных работ готической живописи.
Триптих изображает сцену Благовещения со святым Ансаном на левой боковой створке и, предположительно, святой Маргаритой или святой Максимой на правой. В верхней части триптиха размещены четыре тондо с пророками Иеремией, Иезекиилем, Исайей и Даниилом. Архангел Гавриил, сообщающий Деве весть о рождении Спасителя, держит в руках оливковую ветвь — традиционный символ мира, и указывает на Святой Дух в образе голубя, спускающегося с небес к Марии в мандорле с восемью ангелами. На пути Святого Духа начертана цитата из молитвы к Деве: AVE GRATIA PLENA DOMINVS TECVM (Радуйся, благодати полная, Господь с Тобою). Мария на троне, оторванная от чтения, смотрит на архангела с удивлением и непониманием, на позолоченном фоне с лилиями, символизирующими её чистоту.
Триптих изначально находился в алтаре святого Ансана Сиенского собора, как часть цикла из четырёх алтарных картин со святыми покровителями города, написанных в период 1330—1350 годов: «Сретение» Амброджо Лоренцетти (алтарь святого Крискентия, 1342), «Рождество» Пьетро Лоренцетти (алтарь святого Сабина, 1342) и «Рождество», приписываемое Бартоломео Булгарини (алтарь святого Виктора, 1351). Картины, описывающие жизнь Богородицы, были предназначены как дополнение к главному алтарному образу Сиенского собора — «Маэсте» Дуччо ди Буонинсенья. Обильное использование лака, золота и лазурита должно было подчеркнуть престиж заказчика.
Датировка картины определяется по фрагменту первоначальной рамы, восстановленному при реставрации в XIX веке, на котором сохранились имена создателей: SYMON MARTINI ET LIPPVS MEMMI DE SENIS ME PINXERVNT ANNO DOMINI MCCCXXXIII (Симон Мартини и Липпус Мемми написали меня в году 1333). Вклад каждого из художников в создание триптиха неизвестен. Предполагается, что Мартини написал центральную доску, а Мемми — боковые створки со святыми и верхние тондо с пророками.
Работа как по размеру, так и по стилю не имеет аналогов в итальянской живописи того времени и более сравнима с французскими иллюминированными рукописями или германской и британской живописью. Североевропейский стиль позволил Мартини обрести благоволение папского двора в Авиньоне, где не приветствовались новомодные веяния фламандской и итальянской живописи, вроде Джотто.
Триптих оставался в Сиенском соборе до 1799 года, пока император Священной Римской империи Леопольд II не велел обменять его у Флоренции на два полотна Луки Джордано.